# أنطونيو لانغ
أنطونيو لانغ (بالإنجليزية: Antonio Lang) مواليد 15 مايو 1972 في كولومبيا، هو مدرب كرة سلة أمريكي ولاعب سابق. بدأ مسيرته الاحترافية في سنة 1994. تم اختياره من قبل فريق فينيكس صنز خلال الدرافت. وهو مدرب مساعد لفريق يوتا جاز في الرابطة الوطنية لكرة السلة. يبلغ طوله 6 قدم 8 بوصة (2.0 م). حقق المركز الأول في الألعاب الجامعية الصيفية 1993. اعتزل اللعب في 2006.

## المسيرة الاحترافية
لعب مع فينيكس صنز في موسم 1994–1995، ثم لعب مع كليفلاند كافالييرز من سنة 1995 إلى 1997، ثم لعب مع ميامي هيت في سنة 1998، ثم لعب مع كليفلاند كافالييرز في موسم 1998–1999، ثم لعب مع تورونتو رابتورز في سنة 2000، ثم لعب مع فيلادلفيا سفنتي سيكسرز في سنة 2000.

## الميداليات
| الميدالية | المسابقة                      |
| --------- | ----------------------------- |
| ذهبية     | الألعاب الجامعية الصيفية 1993 |

## روابط خارجية
- أنطونيو لانغ على موقع الاتحاد الدولي لكرة السلة (الإنجليزية)
- أنطونيو لانغ على موقع إن بي أي (الإنجليزية)
- أنطونيو لانغ على موقع سبورتس رفرنس (الإنجليزية)
- أنطونيو لانغ على موقع كرة السلة الأوروبية.كوم (الإنجليزية)
- أنطونيو لانغ على موقع كلية كرة السلة في سبورتس رفرنس.كوم (الإنجليزية)
- أنطونيو لانغ على موقع ريلجم (الإنجليزية)
- أنطونيو لانغ على موقع بروبوليرز (الإنجليزية)
- أنطونيو لانغ على موقع سبورتس رفرنس (الإنجليزية)